# هولت مكالاني
هولت مكالاني (بالإنجليزية: Holt McCallany)‏ ممثل أمريكي من مواليد 3 سبتمبر 1964.

## مواقع خارجية
- هولت مكالاني على موقع IMDb (الإنجليزية)
- هولت مكالاني على موقع ميتاكريتيك (الإنجليزية)
- هولت مكالاني على موقع روتن توميتوز (الإنجليزية)
- هولت مكالاني على موقع قاعدة بيانات الأفلام العربية
- هولت مكالاني على موقع ألو سيني (الفرنسية)
- هولت مكالاني على موقع أول موفي (الإنجليزية)
- هولت مكالاني على موقع قاعدة بيانات برودواي على الإنترنت (الإنجليزية)
- هولت مكالاني على موقع قاعدة بيانات الأفلام السويدية (السويدية)
- هولت مكالاني على موقع قاعدة بيانات الفيلم (الإنجليزية)
- هولت مكالاني على موقع ليتربوكسد (الإنجليزية)